# Union Pacific Railroad

Sieć kolejowa Union Pacific

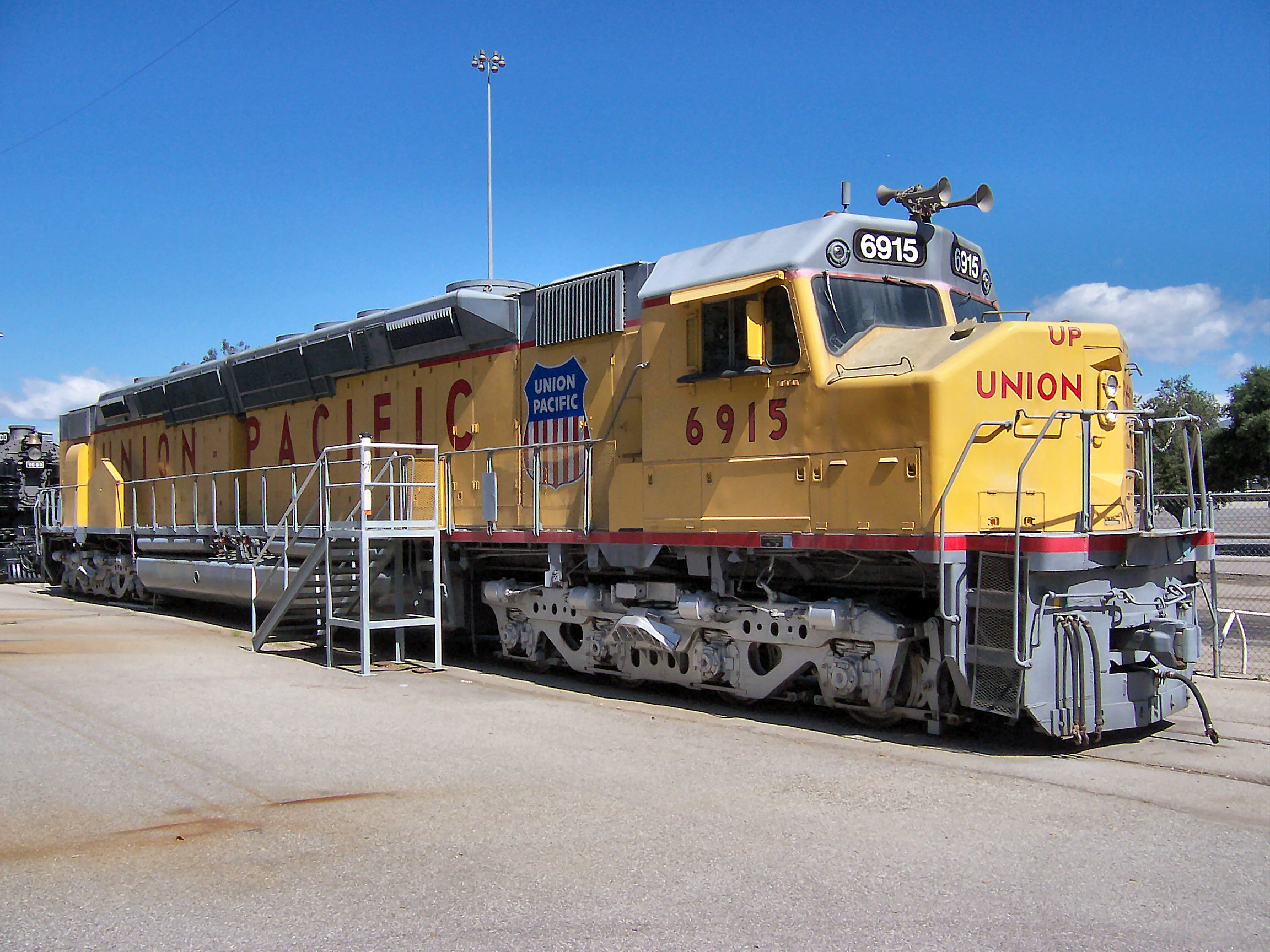
najsilniejsza lokomotywa spalinowo-elektryczna na świecie – EMD DDA40X

Union Pacific Railroad – amerykańskie przedsiębiorstwo kolejowe powstałe w 1862 r. na mocy Pacific Railroad Act of 1862. Firma ma swoją siedzibę w mieście Omaha w Nebrasce. Union Pacific zarządza siecią kolejową w środkowych i zachodnich stanach o łącznej długości ok. 32 400 mil (ok. 52 200 km). Jednym z ważniejszych momentów w historii Union Pacific było połączenie się z koleją Central Pacific 10 maja 1869 r. Union Pacific eksploatowało 25 sztuk jednego z największych parowozów na świecie – Big Boya i 47 sztuk najsilniejszej lokomotywy spalinowo-elektrycznej – EMD DDA40X (jeden egzemplarz nadal w użyciu). Prezesem od 2015 roku jest Lance M. Fritz.